# Manfred Schullian

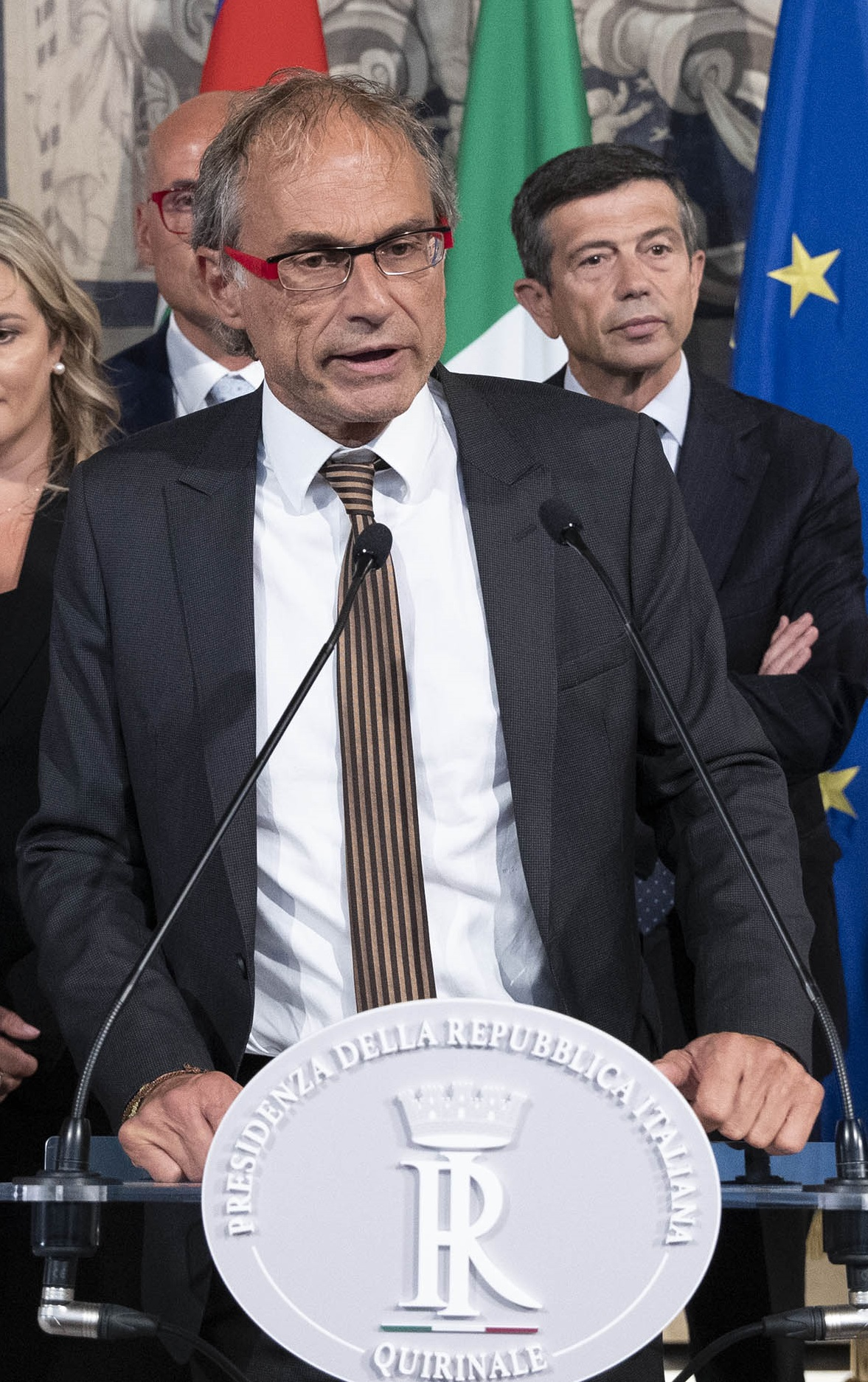
Manfred Schullian (2019)

Manfred Schullian (* 9. März 1962 in Bozen) ist ein deutschsprachiger italienischer Politiker, Rechtsanwalt und Schriftsteller aus Südtirol.

## Biographie
Schullian wuchs in Kaltern auf und absolvierte ein von den Universitäten Innsbruck und Padua gemeinsam angebotenes Diplomstudium der Rechtswissenschaften, das er 1986 mit einer Diplomarbeit abschloss. Während des Studiums nahm er auch einige Semester lang Angebote der Germanistik wahr. Beruflich begann er anschließend als Rechtsanwalt in Bozen zu arbeiten; außerdem war er von 2006 bis 2015 Obmann der Ersten & Neuen Kellerei. Daneben verfasste er auch ein Kinderbuch und einen Band mit Erzählungen.
Politisch engagierte sich Schullian zunächst für eine Bürgerliste, später für die Südtiroler Volkspartei (SVP) in seiner Heimatgemeinde Kaltern, wo er als Referent für Urbanistik, Bauwesen, Verkehr und Polizei Mitglied des Gemeindeausschusses war. Bei den SVP-internen Vorwahlen zur Reihung der Kandidaten für die Abgeordnetenkammer für die Parlamentswahlen 2013 kam er lediglich auf den wenig aussichtsreichen vierten Platz. Bei den Wahlen am 24. und 25. Februar erzielte die SVP 24,2 % der Stimmen im Mehrpersonenwahlkreis Trentino-Südtirol, wodurch Schullian aufgrund des Mehrheitszuschlags für die siegreiche Koalition überraschend dennoch der Einzug in die Abgeordnetenkammer gelang. Bei den Parlamentswahlen 2018 kandidierte er als Listenführer seiner Partei im Mehrpersonenwahlkreis Trentino-Südtirol. Die SVP erreichte diesmal 24,17 % der Stimmen auf regionaler Ebene, womit Schullian als Kammerabgeordneter bestätigt wurde. Bei den Parlamentswahlen 2022 trat er als Kandidat im Einerwahlkreis Bozen an und konnte mit 32,94 % der Stimmen sein Mandat verteidigen.

## Publikationen
- Balduin der Kofferfisch. Provinz Verlag, Brixen 2006, ISBN 978-88-88118-43-7
- Die Essenz der getrockneten Tomate. Edition Raetia, Bozen 2007, ISBN 978-88-7283-289-9